# Corretor (Roma Antiga)
Corretor (em latim: Corrector) é uma pessoa ou objeto que realiza correções, geralmente removendo ou arrumando erros ou problemas. Originalmente, era um título romano derivado do verbo latino corrigere que significa "acertar, arrumar, colocar em ordem". Além do significado trivial, o termo foi utilizado diversas vezes para

## Cargos seculares

### Roma Antiga
O cargo de corretor apareceu pela primeira vez no período do Principado durante o governo de Trajano (r. 98–117) e designava funcionários extraordinários de status senatorial que recebiam a incumbência de investigar e reformar a administração das províncias. Para isto, eles recebiam pleno imperium maius, inclusive em territórios que normalmente estavam fora da autoridade dos governadores provinciais nomeados pelo imperador: as cidades livres do oriente grego, as províncias senatoriais e também a própria Itália. O título destes funcionários, de sua criação até o final do século III, era, em latim, legatus augusti pro praetore [missus] ad corrigendum [ordinandum] statum, transposto para o grego como πρεσβευτὴς καἰ ἀντιστράτηγος Σεβαστοῦ διορθωτὴς [ou ἐπανορθωτὴς] (presbeutes kai antistrategos Sebastou diorthotes/epanorthotes). A partir daí, o título passou a ser majoritariamente (e, depois, exclusivamente) apenas corretor em latim e διορθωτὴς (ou ἐπανορθωτὴς) em grego.
O envio de corretores para as cidades livres da Grécia e para a Itália, que, por ser um território metropolitano (de Roma), detinha um status diferente das demais províncias romanas, deu início a um lento processo de degradação do status legal destas regiões e sua gradual assimilação como "províncias ordinárias", o que se completou com as reformas de Diocleciano (r. 284–305). Assim, no início do século IV, todos os distritos da Itália (e a Sicília) tinham um corretor como governador, embora a maioria já tenha sido substituída por governadores de estatuto consular (consularis) na metade do século. Na divisão administrativa relatada pela Notícia das Dignidades, os corretores tinha o status senatorial de homem claríssimo (vir clarissimus). No Império Romano do Ocidente, eles estavam entre os consulares e os presidente (praesides) comuns. Já no Império Romano do Oriente, estavam abaixo destes.
De acordo com a Notitia Dignitatum, c. 400, as seguintes províncias eram governadas por corretores:
- Apúlia e Calábria, no sul da Itália.[2]
- Lucânia e Brúcio, no sul da Itália.[2]
- Panônia Sávia, nos Bálcãs.[2]
- Augustâmica, no Egito.[3]
- Paflagônia, na Ásia Menor.[3]

O grupo de funcionários que apóia o corretor (officium) também está detalhado ali: um príncipe dos ofícios (princeps officii), um corniculário (cornicularius), dois tabulários (tabularii), um comentariense (commentariensis), um ajudante (adiutor), um ab actis, um subadiuva, vários excetores e "outros" coortalinos (cohortalini), estes funcionários responsáveis por tarefas triviais.
Dois dos mais famosos e extraordinários correctores foram Odenato e seu filho, Vabalato. Eles se destacaram quando o imperador Valeriano foi derrotado e capturado pelos partas em 260 e seus sucessores não tiveram a coragem de contra-atacar. O governador Odenato não apenas defendeu a fronteira oriental como criou um estado semi-independente (conhecido como Império de Palmira por causa de sua capital, Palmira), parte do império apenas formalmente. Ele adotou o título de "corretor de todo o Oriente" (corrector totius orientis). Quando ele morreu, seu filho peticionou e conseguiu, depois de alguns anos de espera, o mesmo título, mas posteriormente acabou se declarando "augusto" e o imperador Aureliano marchou para o oriente para acabar com esta rebelião aberta. Ele derrotou e capturou Vabalato e sua mãe, o verdadeiro poder por detrás do trono, Zenóbia.
Em vários município, corretor tornou-se o título de um magistrado-chefe permanente. A tradição era de sistemas colegiados, ou seja, dois cônsules ou duúnviros, como atesta uma fonte bizantina do século VII atesta no caso de treze cidades na província egípcia da Augustâmica Prima.

## Títulos eclesiásticos católicos
- Na Cúria Romana existe um cargo de corretor e revisor dos livros da Biblioteca Vaticana. Do antigo Tribunal de corretores, abolido por Pio VII, apenas um corretor-substituto entre os abreviadores (abreviatores) ainda existe.
- Na Ordem dos Mínimos, corretor era como se chamava os superiores dos conventos.
- Corretores romanos (Correctores Romani) era o nome de uma comissão pontifícia de direito canônico instalada por Gregório XIII e posteriormente aumentada por Pio V em 1556 que revisou o texto do Corpus Iuris Canonici.

Além disso, a palavra corretor foi utilizada também como título de diversas publicações, algumas muito famosas. O termo derivado corretório (correctorium) tem sido utilizado para as revisões do texto da Vulgata, iniciadas em 1236, pelos dominicanos liderados, na época, por Hugo de Saint-Cher.